# Universitetet i Warszawa

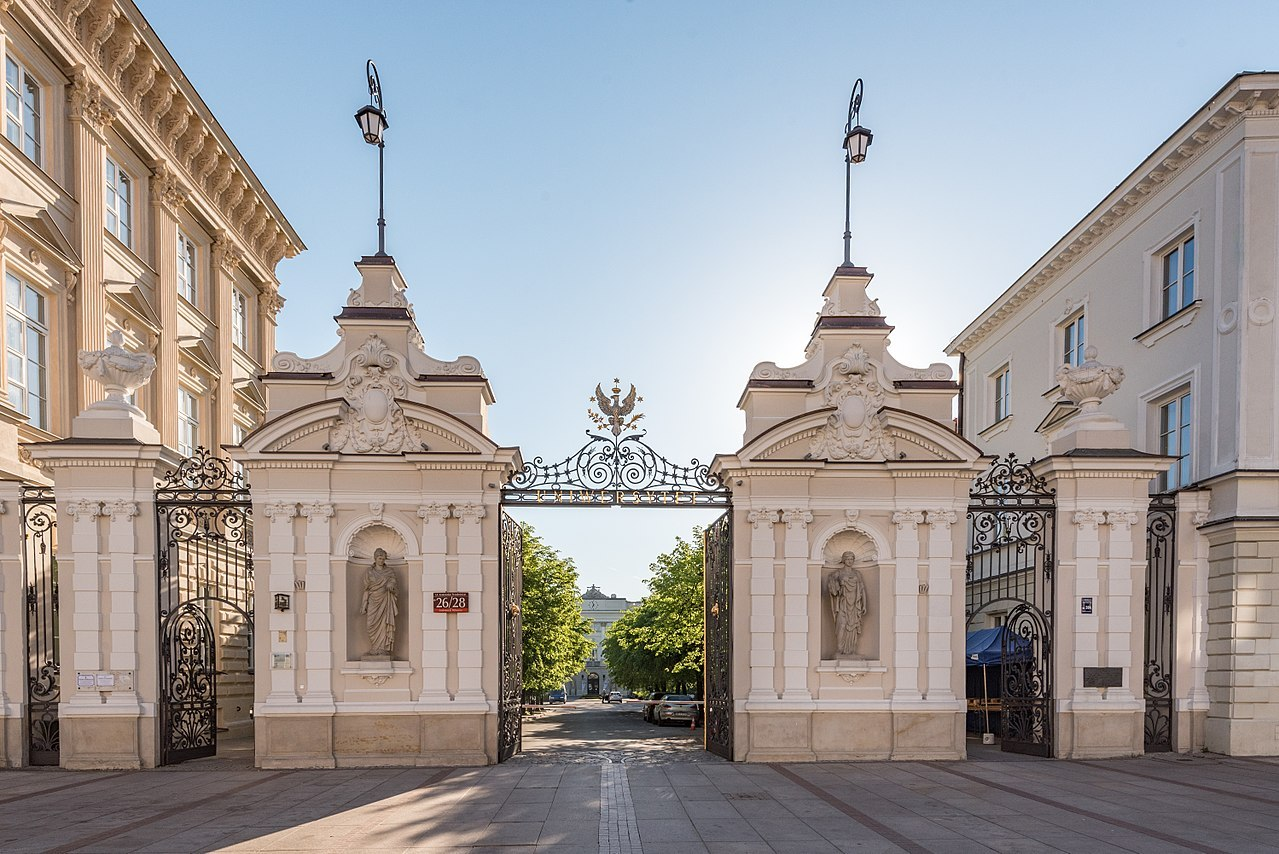
Universitetets huvudingång

Universitetet i Warszawa (polska: Uniwersytet Warszawski) är Polens största universitet, med över 50 000 studenter.
Universitetet grundades år 1816 och slog upp portarna för sina första studenter 1818.